# Dolynivka (Bilhorod-Dnistrovskyi)
Dolynivka  (ucraniano: Долинівка) es una localidad del Raión de Bilhorod-Dnistrovskyi en el Óblast de Odesa de Ucrania. Según el censo de 2001, tiene una población de 680 habitantes.